# Sayuri
Sayuri (さユり ), née le 7 juin 1996 à Fukuoka (Japon) et morte le 20 septembre 2024, est une chanteuse, musicienne et auteure-compositrice japonaise.

## Biographie
En 6e année, Sayuri a été impressionnée par le fait que, bien qu'étant des idoles, Kanjani Eight avaient formé un groupe. Ils l'ont inspirée à adopter la guitare comme passe-temps. Sayuri a commencé à composer de la musique au cours de sa deuxième année de lycée, s'inspirant des paroles et de l'écriture de chansons de Kanjani Eight.
Par la suite, sous le nom d'Asuka, elle a rejoint un duo acoustique appelé LONGTAL basé à Fukuoka. Elle a commencé à se produire dans les rues et les live house d'endroits comme Hiroshima, Osaka et Nagoya. À cette époque, elle avait abandonné l'école secondaire.
En 2012, dans le cadre de LONGTAL, Sayuri a reçu le Grand Prix lors de la finale de la cinquième Music Revolution, un concours parrainé par Yamaha Music. Par la suite, elle est devenue active en tant qu'artiste indépendante. Elle a adopté le nom 酸欠少女さユり (Sanketsu Shōjo Sayuri, littéralement « Fille hypoxique Sayuri") qui symbolise le fait qu'elle se qualifie d'« auteur-compositeur-interprète parallèle en 2,5 dimensions ». Elle se produit généralement pieds nus et en poncho.
Sayuri a déménagé à Tokyo en 2013. Elle a effectué son premier concert solo en mars 2015 au Tsutaya O-East à Tokyo. Plus tard cette année-là, Sayuri a fait ses débuts majeurs à 18 ans, interprétant la chanson de fin de la série Rampo Kitan: Game of Laplace, Mikazuki.
Le 7 décembre 2016, elle a collaboré avec Yojiro Noda de RADWIMPS pour sortir son 4e single Furaregai Girl. Concernant le single, Noda a déclaré : « J'avais déjà composé la chanson et créé les paroles, mais je savais que je ne pouvais pas la chanter. Pendant un moment, j'ai cherché le véritable propriétaire de la chanson. Puis, par hasard, j'étais dans le studio d'enregistrement à côté de Sayuri. J'ai écouté son CD, et à ce moment-là, quelque chose qui n'était qu'une vague silhouette de chanson est devenu limpide. C'était une chanson qu'elle était censée chanter. »
Sayuri est présenté sur la chanson Me & Creed ' de Hiroyuki Sawano, qui sera utilisée comme chanson thème du prochain jeu mobile Blue Exorcist: Damned Chord sous le nom SawanoHiroyuki[nZk]:Sayuri. Le 25 août 2019, il a été annoncé qu'elle interpréterait la chanson thème de fin de l'anime My Hero Academia Saison 4 avec sa chanson Koukai no Uta (La chanson du voyage). Son album hikigatari est sorti le 3 juin 2020.
Le 25 juillet 2024, elle annonce une pause dans le chant en raison d'une dysphonie fonctionnelle.
Le 27 septembre 2024, Ama Arashi annonce sa mort le 20 septembre à l'âge de 28 ans des suites d'une maladie chronique. Des funérailles privées sont organisées par la famille et les amis proches.

## Discographie

### Albums

#### Albums studio
| Titre                                                          | Détails de l'album                                                                                     | Position maximale du graphique | Position maximale du graphique |
| Titre                                                          | Détails de l'album                                                                                     | JPN Oricon                     | JPN Panneau d'affichage        |
| -------------------------------------------------------------- | --- | ------------------------------ | ------------------------------ |
| Mikazuki no Koukai (ミカヅキの航海, Croissant de Lune Voyage ) | - Sortie : 17 mai 2017 - Label : Ariola Japon - Formats : CD, CD+DVD, CD+ BD, téléchargement numérique | 3                              | 4                              |

#### Albums Hikigatari
| Titre    | Détails de l'album                                                   | Position maximale du graphique | Position maximale du graphique |
| Titre    | Détails de l'album                                                   | JPN Oricon                     | JPN Panneau d'affichage        |
| -------- | -------------------------------------------------------------------- | ------------------------------ | ------------------------------ |
| Moi (め) | - Sortie : 3 juin 2020 - Label : Ariola Japon - Formats : CD, CD+DVD | 3                              | 2                              |

### Simple

#### Collaboration unique
| Titre                                               | An   | Position maximale du graphique | Position maximale du graphique | Remarques                                 | Album |
| Titre                                               | An   | JPN Oricon                     | JPN Panneau d'affichage        | Remarques                                 | Album |
| --------------------------------------------------- | ---- | ------------------------------ | ------------------------------ | ----------------------------------------- | ----- |
| "Reimei" (レ イ メ イ, Aube ) (with My First Story) | 2018 | 7                              | 10                             | Thème de l'animé Golden Kamuy - saison 2. |       |

### Apparitions d'invités
| Chanson               | An   | Remarques                                                  | Album     | Artiste de l'album  |
| --------------------- | ---- | ---------------------------------------------------------- | --------- | ------------------- |
| "Moi et Credo <nZkv>" | 2019 | Theme song of the mobile game Blue Exorcist: Damned Chord. | R∃/MEMBER | SawanoHiroyuki[nZk] |

## Récompenses et nominations
Le tableau suivant énumère quelques-uns des prix les plus importants reçus par l'artiste.
| An   | La cérémonie                              | Décerner                                                                                          | Candidat/travail                                             | Résultat |
| ---- | ----------------------------------------- | ------------------------------------------------------------------------------------------------- | ------------------------------------------------------------ | -------- |
| 2012 | La 5e révolution musicale de Yamaha Music | grand Prix                                                                                        | "Ru-Rararu-Ra-Rurararu-Ra-" (るーららるーらーるららるーらー) |          |
| 2012 | La 5e révolution musicale de Yamaha Music | Prix du ministre de l'Éducation, de la Culture, des Sports, de la Science et de la Technologie \| | "Ru-Rararu-Ra-Rurararu-Ra-" (るーららるーらーるららるーらー) |          |
| 2018 | Prix de la musique de la douche spatiale  | Meilleur artiste révolutionnaire                                                                  | Sayuri \|                                                    |          |

## Remarques
1. ↑  Son nom de famille n'est pas publiquement connu.
2. ↑  Le nom d'artiste « Sayuri » utilise le katakana ユ pour un effet de style, son nom est en fait correctement écrit avec le hiragana ゆ. La prononciation des deux caractères est identique, API : [jɯ].